# Le Châtelet-sur-Meuse
Pour les articles homonymes, voir Châtelet.
Le Châtelet-sur-Meuse (anciennement Pouilly-en-Bassigny) est une commune française située dans le département de la Haute-Marne, en région Grand Est.

## Géographie

### Localisation
Le Châtelet-sur-Meuse est situé à 20 km à l'ouest de Bourbonne-les-Bains.

### Communes limitrophes
|                     | Parnoy-en-Bassigny | Serqueux            |
| Dammartin-sur-Meuse | Châtelet-sur-Meuse | Bourbonne-les-Bains |
| Saulxures           | Vicq               | Damrémont           |

### Hydrographie
La commune est traversée par la ligne de partage des eaux entre les bassins versants de la Meuse et de la Saône au sein respectivement du bassin Rhin-Meuse et du bassin Rhône-Méditerranée-Corse. Elle est drainée par la Meuse, le ruisseau du Moreux, le ru des Chats, le ruisseau de Beaucharmoy, le ruisseau de Mauvaignant, le ruisseau des Vieux Prés, le ruisseau du Grand Ru et le ruisseau du Ru Sergent,.

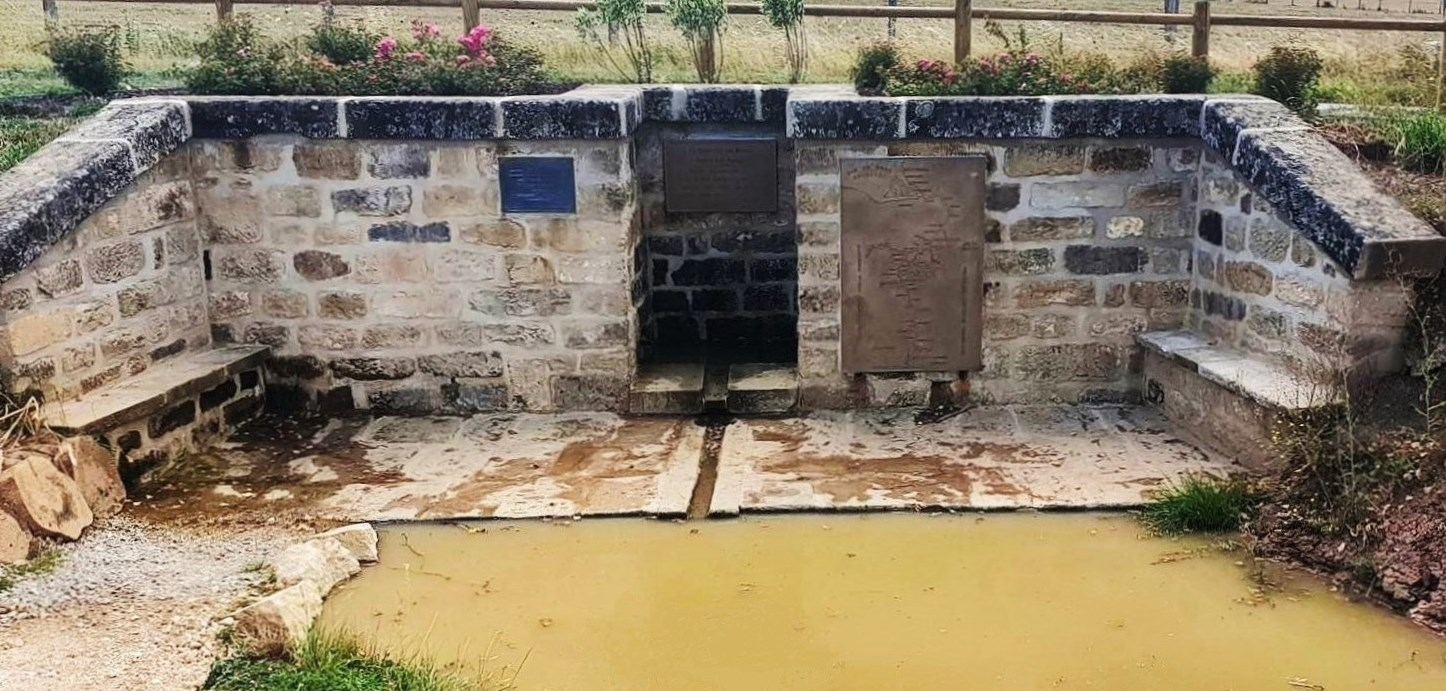
Source n°1 de la Meuse.

La Meuse prend sa source dans la commune et se jette dans la mer du Nord après un cours long d'approximativement 950 kilomètres traversant la France, la Belgique et les Pays-Bas. 

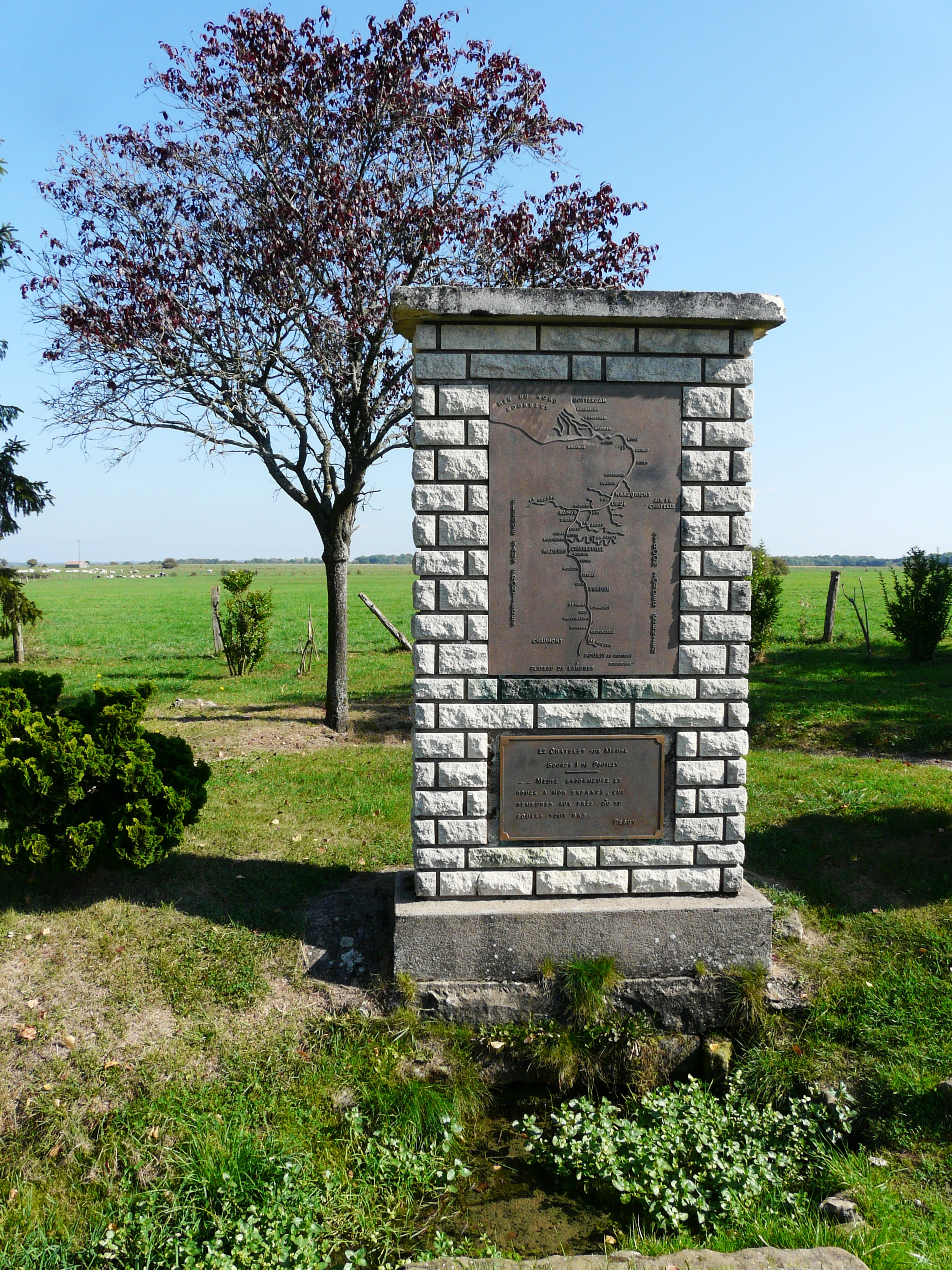
L'ancien  monument à la source de la Meuse.
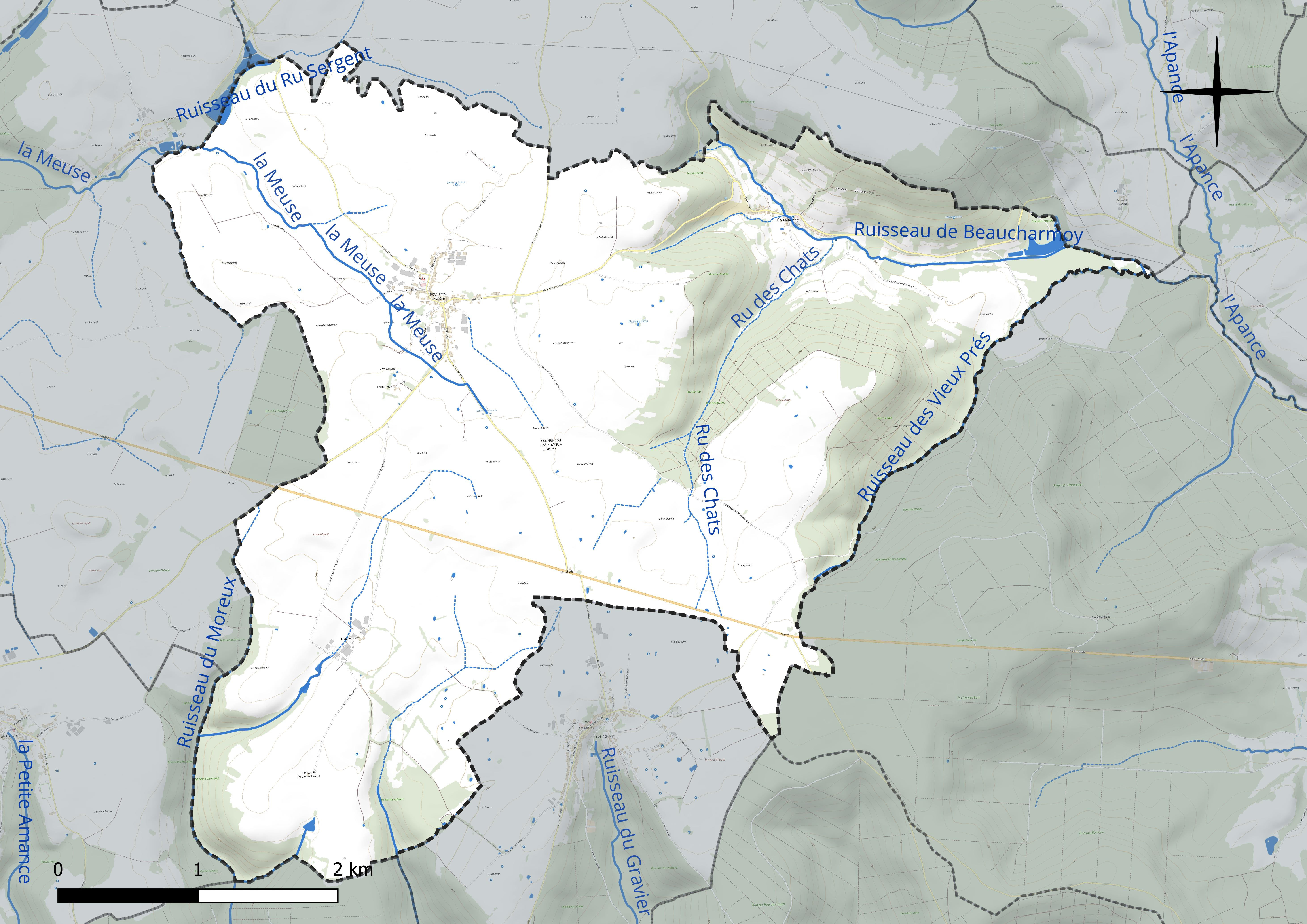
Réseau hydrographique du Le Châtelet-sur-Meuse.

### Climat
Pour des articles plus généraux, voir Climat du Grand Est et Climat de la Haute-Marne.
En 2010, le climat de la commune est de type climat de montagne, selon une étude du Centre national de la recherche scientifique s'appuyant sur une série de données couvrant la période 1971-2000. En 2020, Météo-France publie une typologie des climats de la France métropolitaine dans laquelle la commune est exposée à un climat océanique altéré et est dans la région climatique  Lorraine, plateau de Langres, Morvan, caractérisée par un hiver rude (1,5 °C), des vents modérés et des brouillards fréquents en automne et hiver. 
Pour la période 1971-2000, la température annuelle moyenne est de 9,5 °C, avec une amplitude thermique annuelle de 17 °C. Le cumul annuel moyen de précipitations est de 926 mm, avec 12,9 jours de précipitations en janvier et 9,6 jours en juillet. Pour la période 1991-2020, la température moyenne annuelle observée sur la station météorologique de Météo-France la plus proche, « Val-de-Meuse », sur la commune de Val-de-Meuse à 10 km à vol d'oiseau, est de 9,9 °C et le cumul annuel moyen de précipitations est de 917,4 mm. 
La température maximale relevée sur cette station est de 39,5 °C, atteinte le 25 juillet 2019 ; la température minimale est de −25 °C, atteinte le 18 janvier 1966,,. 
Les paramètres climatiques de la commune ont été estimés pour le milieu du siècle (2041-2070) selon différents scénarios d'émission de gaz à effet de serre à partir des nouvelles projections climatiques de référence DRIAS-2020. Ils sont consultables sur un site dédié publié par Météo-France en novembre 2022.

## Urbanisme

### Typologie
Au 1er janvier 2024, Le Châtelet-sur-Meuse est catégorisée commune rurale à habitat dispersé, selon la nouvelle grille communale de densité à sept niveaux définie par l'Insee en 2022.
Elle est située hors unité urbaine et hors attraction des villes,.

### Occupation des sols
L'occupation des sols de la commune, telle qu'elle ressort de la base de données européenne d’occupation biophysique des sols Corine Land Cover (CLC), est marquée par l'importance des territoires agricoles (78,3 % en 2018), une proportion sensiblement équivalente à celle de 1990 (78,9 %). La répartition détaillée en 2018 est la suivante : 
prairies (55,3 %), forêts (19,9 %), terres arables (17,4 %), zones agricoles hétérogènes (5,6 %), zones urbanisées (1,8 %). L'évolution de l’occupation des sols de la commune et de ses infrastructures peut être observée sur les différentes représentations cartographiques du territoire : la carte de Cassini (XVIIIe siècle), la carte d'état-major (1820-1866) et les cartes ou photos aériennes de l'IGN pour la période actuelle (1950 à aujourd'hui).

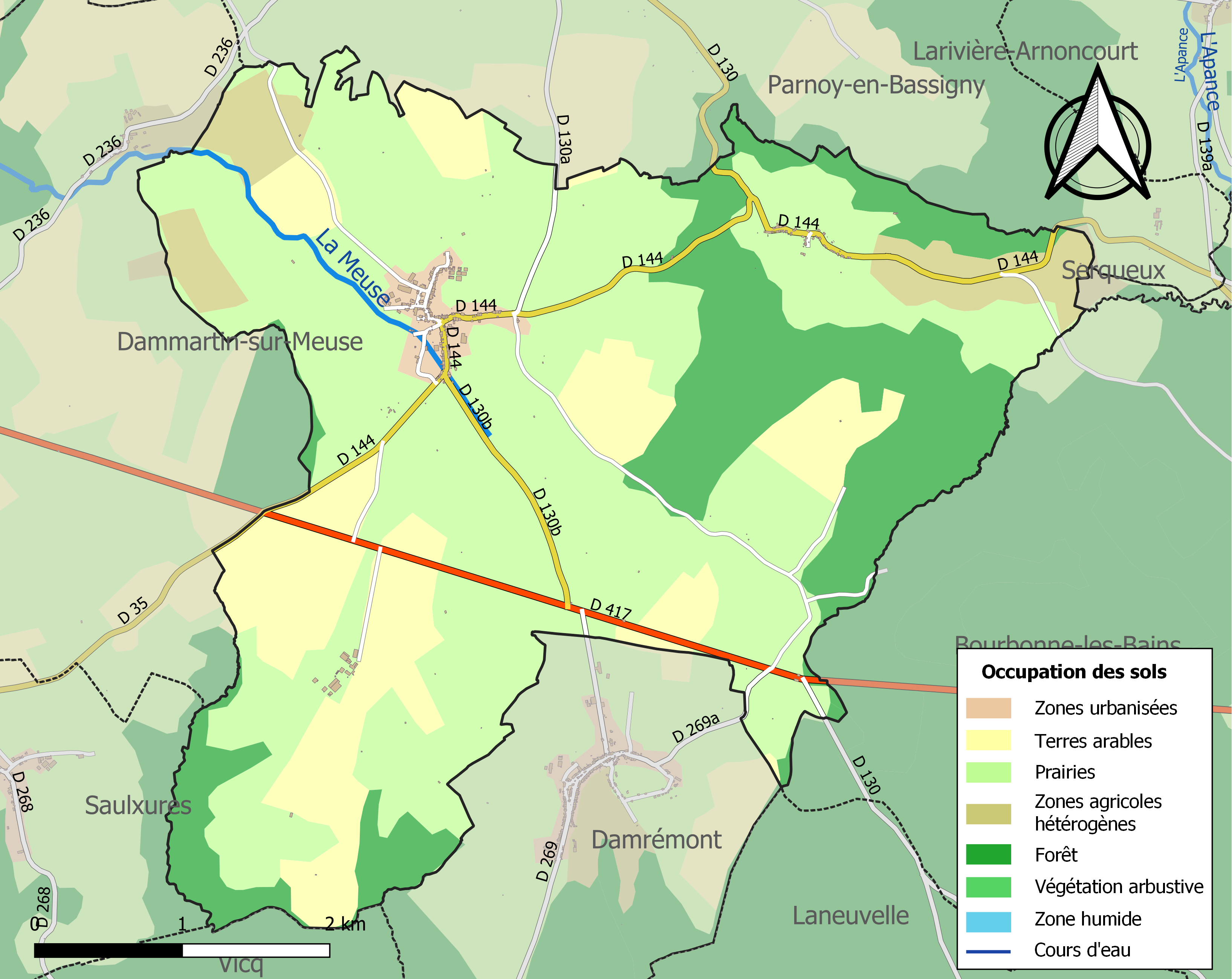
Carte des infrastructures et de l'occupation des sols de la commune en 2018 (CLC).

## Toponymie
Le nom d'origine de la localité est attesté sous les formes Poolleium (1253) ; Poolli (1255) ; Poilleyum (XIVe siècle) ; Poulley (1445) ; Poilley-en-Bassigny (1452) ; Poley, Polley (1515) ; Poully (1598) ; Poully-an-Bassigny (1660) ; Poüilly-en-Bassigny (1675) ; Pouly (1700) ; Pouilly (1769) ; Pouilly (1793) ; Pouilly-sur-Meuse (1925) ; Pouilly-en-Bassigny (1936) ; Le Châtelet-sur-Meuse en 1973 à l'occasion de l'absorption de l'ancienne commune de Beaucharmoy.
Le Châtelet est un lieu-dit de l'ancienne commune de Pouilly-en-Bassigny et le nom d'un bois de la commune de Beaucharmoy, dans la micro-région naturelle du Bassigny.
La Meuse ; en néerlandais et en allemand, Maas ; en wallon, Moûse ; en latin Mosa, est un fleuve européen qui prend sa source en France et se jette dans la mer du Nord en traversant la France, la Belgique et les Pays-Bas.

## Politique et administration
| Période                                  | Période  | Identité        | Étiquette | Qualité |
| ---------------------------------------- | -------- | --------------- | --------- | ------- |
| Les données manquantes sont à compléter. |          |                 |           |         |
| mars 2001                                | En cours | Dominique Daval |           |         |

## Population et société

### Démographie
L'évolution du nombre d'habitants est connue à travers les recensements de la population effectués dans la commune depuis 1793. Pour les communes de moins de 10 000 habitants, une enquête de recensement portant sur toute la population est réalisée tous les cinq ans, les populations de référence des années intermédiaires étant quant à elles estimées par interpolation ou extrapolation. Pour la commune, le premier recensement exhaustif entrant dans le cadre du nouveau dispositif a été réalisé en 2007.

En 2022, la commune comptait 156 habitants, en évolution de +1,3 % par rapport à 2016 (Haute-Marne : −4,62 %, France hors Mayotte : +2,11 %).
| 1793 | 1800 | 1806 | 1821 | 1831 | 1836 | 1841 | 1846 | 1851 |
| ---- | ---- | ---- | ---- | ---- | ---- | ---- | ---- | ---- |
| 573  | 538  | 607  | 622  | 596  | 679  | 658  | 654  | 641  |

| 1856 | 1861 | 1866 | 1872 | 1876 | 1881 | 1886 | 1891 | 1896 |
| ---- | ---- | ---- | ---- | ---- | ---- | ---- | ---- | ---- |
| 608  | 600  | 610  | 572  | 559  | 526  | 511  | 502  | 483  |

| 1901 | 1906 | 1911 | 1921 | 1926 | 1931 | 1936 | 1946 | 1954 |
| ---- | ---- | ---- | ---- | ---- | ---- | ---- | ---- | ---- |
| 487  | 448  | 406  | 327  | 319  | 312  | 305  | 262  | 249  |

| 1962 | 1968 | 1975 | 1982 | 1990 | 1999 | 2006 | 2007 | 2012 |
| ---- | ---- | ---- | ---- | ---- | ---- | ---- | ---- | ---- |
| 229  | 203  | 214  | 162  | 155  | 188  | 159  | 155  | 161  |

| 2017 | 2022 | - | - | - | - | - | - | - |
| ---- | ---- | - | - | - | - | - | - | - |
| 150  | 156  | - | - | - | - | - | - | - |

## Culture locale et patrimoine

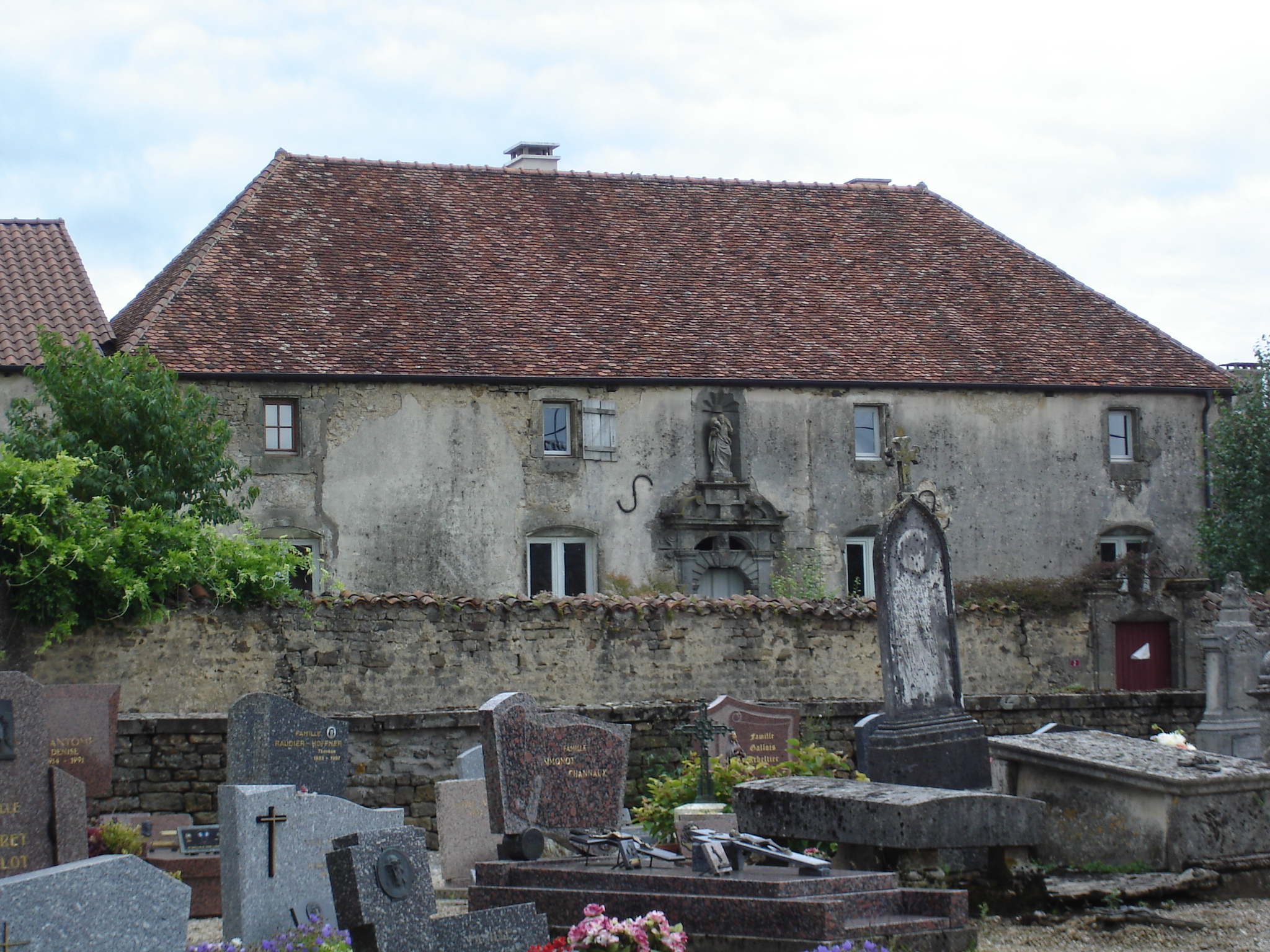
Vue de l'ancien presbytère de Pouilly-en-Bassigny.

### Lieux et monuments
- L'église Saint-Symphorien de Pouilly-en-Bassigny  Classée MH (1913)[21],[22],[23].
- L'ancien presbytère du XVIIe siècle  Inscrit MH (1925, Porche d'entrée)[24],[25].
- L'église de Beaucharmoy.
- Le château de Beaucharmoy, reconverti en chambre d'hôtes.
- Le « Relais des Mousquetaires », bâtiment datant de 1684 situé sur la place principale de Beaucharmoy.

### Personnalités liées à la commune
- Paul Gabriel Barbier (1866-1948), général de division né à Pouilly.